# Hajime Hosogai
Hajime Hosogai (細貝 萌, Hosogai Hajime, Maebashi, 10 juni 1986) is een Japans voetballer die als middenvelder speelt. Hij tekende in juli 2016 een contract tot medio 2018 bij VfB Stuttgart, dat circa €700.000,- voor hem betaalde aan Hertha BSC. Hosogai debuteerde in 2010 in het Japans voetbalelftal.

## Statistieken
| Japans voetbalelftal | Japans voetbalelftal | Japans voetbalelftal |
| Jaar                 | Wed.                 | Dlp.                 |
| -------------------- | -------------------- | -------------------- |
| 2010                 | 3                    | 0                    |
| 2011                 | 7                    | 1                    |
| 2012                 | 8                    | 0                    |
| 2013                 | 7                    | 0                    |
| 2014                 | 5                    | 0                    |
| Totaal               | 30                   | 1                    |

## Erelijst
Urawa Red Diamonds
- AFC Champions League

2007
- Kampioen J-League

2006
- Emperor's Cup

2005, 2006
- Supercup Japan

2006
 Japan
- Aziatisch kampioen

2011